# Retrato do Cardeal Niccolò Albergati

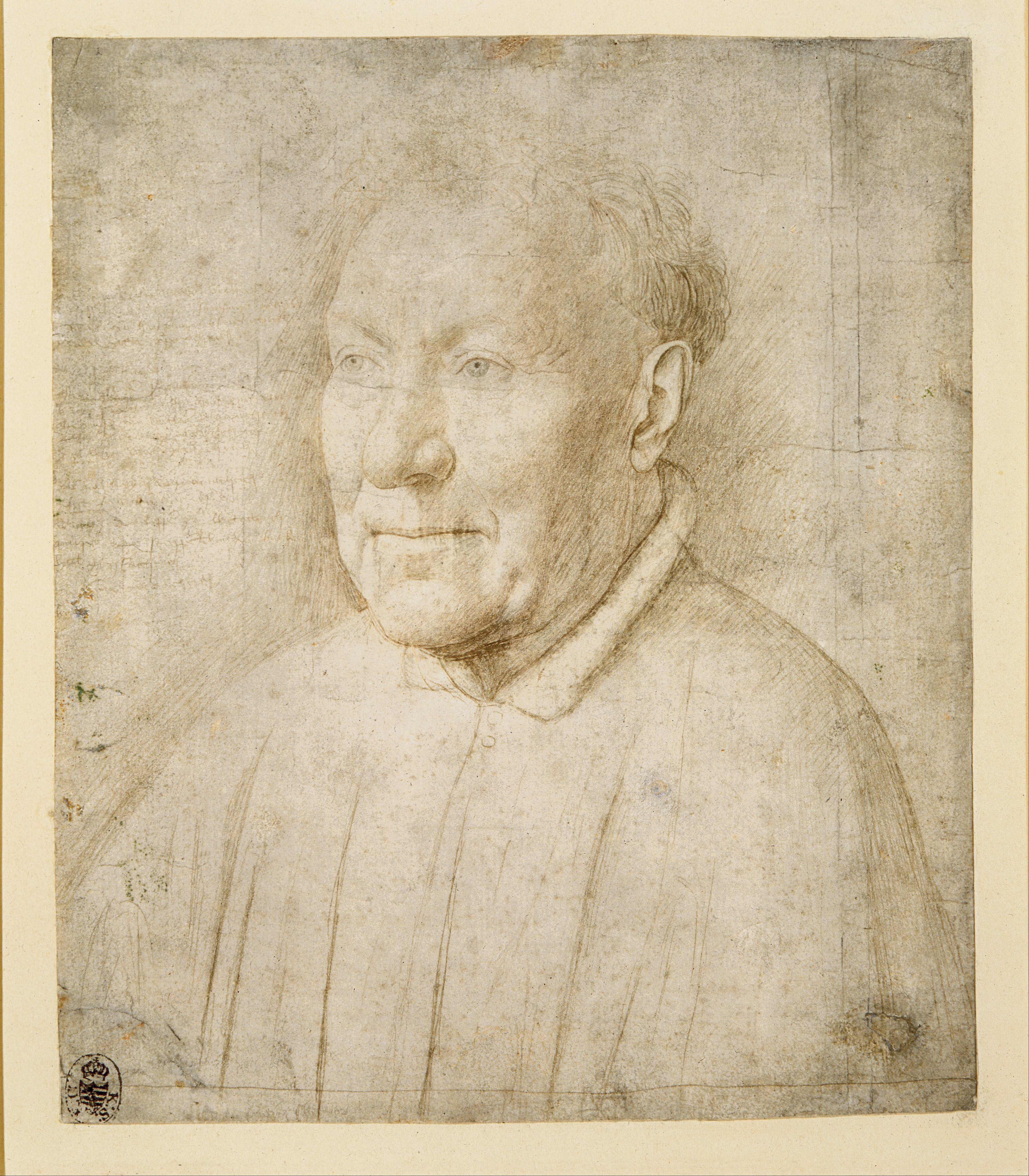
Esboço inicial.

O Retrato do Cardeal Niccolò Albergati é uma pintura a óleo sobre tela de c. 1431 do pintor flamengo Jan van Eyck. Encontra-se exposta no Museu de História da Arte de Viena.
Niccolò Albergati foi um diplomata que trabalhou para o Papa Martinho V. Durante um congresso de paz em Arras, cujo objectivo era pacificar as relação entre a França e ]]Borgonha]], conheceu van Eyck, que lhe fez um esboço do seu retrato e onde acrescentou notas sobre as cores de maneira a realizar a pintura com o seu retrato. O esboço encontra-se nas Staatliche Kunstsammlungen de Dresden, Alemanha.
O cardeal está posicionado a três-quartos, posição habitual na pintura flamenga desde a década de 1430, num fundo escuro que realça o modelo, o qual é, por sua turno, iluminado por uma luz forte.
Como habitual no trabalho de van Eyck, a atenção ao detalhe é máxima graças à sua técnica de utilização de camadas sucessivas de cores diluídas com óleo, o que lhe permite gerar efeitos profundos de transparência e lucidez. Comparando a pintura final com o esboço inicial, observa-se que van Eyck alterou alguns detalhes reais, tal como a largura dos ombros, a curva do nariz, a largura da boca e, principalmente, o tamanho da orelha, talvez para reforçar a sensação de maturidade e, consequentemente, a autoridade do cardeal.